# Diallo Sène
Diallo M'Bodji Sène (nascida em 1952) é uma engenheira de estatística do Mali e a única mulher nomeada Ministra Delegada no Mali. Ela foi presidente do Conselho de Administração do Conselho Regulador de Telecomunicações no Mali.

## Antecedentes e carreira
Sène nasceu em Bamako, Mali. Estudou Engenharia Estatística no CESD em França (1974) e no CEDOR na Roménia (1978). Ela obteve diplomas especiais em Programação de Computadores na Cepia de Versailles em 1986 e no IAI Libreville em 1989. De 1975 a 1991, ela trabalhou na Direcção Nacional de Estatística e Informática antes de ser nomeada para o quadro administrativo sénior como Assessora Técnica no Ministério do Planeamento e Cooperação Internacional, primeiro de 1991-1992 e 1997-2000. De 1993 a 1997, tornou-se Economista Nacional do Projecto PNUD Natcap. Ela foi transferida para o Ministério para a Promoção da Mulher, da Criança e da Família como Assessora Técnica 2000-2001 e tornou-se Chefe de Gabinete do ministério em 2002. No mesmo ano, foi nomeada Ministra Delegada do Emprego e Promoção Profissional até 2 de maio de 2004, quando foi confirmada Ministra do mesmo ministério, de onde foi transferida para o Ministério da Promoção da Mulher, Criança e Família em 2005.